# Follow the Cipher
Follow the Cipher est un groupe suédois de power metal, originaire de Falun.

## Histoire
Le groupe est formé en 2014 par Ken Kängström, membre de Sabaton, qui est devenu le guitariste principal du groupe. Les autres membres de Follow the Cipher sont : Jonas Asplind - bassiste ; Karl Löfgren - batteur ; Viktor Carlsson - guitariste/chanteur ; Linda Toni Grahn - chanteuse principale.
En mai 2018, le premier album du groupe, intitulé Follow the Cipher, est lancé sur le marché par le label Nuclear Blast, auquel le groupe a signé en janvier la même année. Ils entament une tournée promotionnelle, jouant notamment au Graspop Metal Meeting. En 2019, ils sortent le clip de leur single The Pioneer.
En 2021, le groupe annonce le départ de Linda Toni Grahn, sortant par la même occasion le single Rewind the Stars ; à cette période, le groupe n'a pas encore trouvé de remplaçant.

## Style musical
Des éléments du genre Eurodance sont perceptibles dans le style musical du groupe, ce qui lui vaut d'être comparé au groupe Amaranthe (également basé en Suède).

## Discographie

### Albums studio
- 2018 : Follow the Cipher (Nuclear Blast)

### Singles
- 2019 : The Pioneer (Nuclear Blast)
- 2021 : Rewind the Stars (Nuclear Blast)